# Szerelem (album)
A Szerelem című lemez Koncz Zsuzsa második magyar nyelvű nagylemeze. Ez az első lemez, amelyik kizárólag az Illés-együttessel készült. Ez a lemez Koncz Zsuzsa első aranylemeze, maga az énekesnő is első lemezének eklektikussága után ezt a lemezt tekinti karrierje igazi kezdetének, interjúkban többször is említette, mint egyik kedvenc lemezét. Az első magyar szólistaalbum, amelynek dalait kizárólag egy zenei közösség tagjai írták. Szovjet exportra Любовь címmel került.

## Az album dalai
1. Valaki kell, hogy szeressen (Illés Lajos-Bródy János) –  2:05
2. Korai még (Bródy János-Robert Burns- Kormos István) –  2:37
3. Te voltál (Szörényi Levente-Bródy János) –  2:35
4. Elszállt a nyár (Illés Lajos-Bródy János) –  3:11
5. Én nem tudtam azt kérem (Szörényi Szabolcs-Bródy János) –  3:54
6. Miért hagytuk, hogy így legyen (Illés Lajos-Bródy János) –  2:45
7. Barbara (Bródy János) –  2:56
8. André, je t'aime (Szörényi Szabolcs-Bródy János) –  3:42
9. Nem vagyunk egyformák (Szörényi Levente-Bródy János) –  2:57
10. Visz a vonat (Szörényi Szabolcs-Bródy János) –  3:19
11. Amikor (Illés Lajos-Bródy János) –  2:44
12. Éjféli esküvő (Illés Lajos-Bródy János) –  4:40

## Közreműködők
- Illés-együttes

## Külső hivatkozások
- Információk Koncz Zsuzsa honlapján